# Мария-Жозе Белгийска
Мария-Жозе Белгийска, родена Мари-Жозе Шарлот Софи Амели Анриет Габриел (на френски: Marie-José Charlotte Sophie Amélie Henriette Gabrielle; на италиански: Maria Giuseppina Carlotta Sofia Amelia Enrichetta Gabriella; * 4 август 1906, Остенде, Кралство Белгия; † 27 януари 2001, Тоне, Швейцария), е принцеса на Белгия (1906 – 1930), принцеса на Пиемонт (1930 – 1946), последната кралица на Италия (9 май – 18 юни 1946).
Тя е суверенната съпруга с най-краткото управление в историята на обединена Италия. Нейното италианизирано име е Мария Джузепина ди Савоя, въпреки че самата тя никога не е искала да го приеме, дори в официални документи като например брачното ѝ свидетелство.
Тя е единствената италианска кралица, чието изображение се появява на поредица от редовно издавани пощенски марки: „Сватбата на принц Умберто II“.

## Произход
Мория-Жозе е дъщеря на Албер I Сакскобургготски, крал на белгийците от 1909 г., и на Елизабет Габриела Баварска, херцогиня на Бавария. Нейни баба и дядо по бащина линия са граф Филип Фландърски и принцеса Мария фон Хоенцолерн-Зигмаринген, а по майчина – Карл Теодор Баварски, херцог на Бавария, брат на Елизабет Баварска (Сиси), и втората му съпруга Мария-Жозе де Браганса, инфанта на Португалия. Има двама братя:
- Леополд III (* 1901, † 1983), крал на Белгия (1934 – 1951), съпруг на Астрид Шведска и на Мари Лилиан Баел
- Шарл-Теодор (* 1903, † 1983), регент на Белгия (1944 – 1950), съпруг на Жаклин Пейребюн

## Биография

### Детство и младост
Тя израства с двамата си по-големи братя Леополд и Шарл Теодор в отворена семейна среда, потопена в култура, където, благодарение на огромните интереси на родителите си, развива както артистичните си умения, изучавайки пиано и цигулка, така и спортните си умения. Водена от баща си, склонен към социалистическите идеи, тя възприема както класическата, така и съвременната култура.
В детството си ѝ трябва се сблъска с трагичния период на Първата световна война, когато е изпратена с братята си в Англия, докато баща ѝ лично командва белгийската армия у дома, спечелвайки прозвището „Крал рицар“, а майка ѝ оказва помощ на ранените. През 1915 г., докато е в Англия, тя получава образование в манастира на урсулинките в Брентуд.
Обучена е за кралски брак и предопределена от родителите си, от ранна възраст, да се омъжи за Умберто Савойски, наследник на трона на Италия, син на крал Виктор Емануил III и Елена Черногорска. Поради тази причина учи в колежа „Сантисима Анунциата“ във Вилата на Медичите в Поджо Империале, където научава италиански език. Първата среща на двамата бъдещи съпрузи е през 1916 г. в замъка Лиспида в Монселиче.
След като завършва обучението си в Италия през 1919 г., тя е записана в колежа на Сестрите на Светото сърце в замъка Линто близо до Синт Ламбрехтс - Волюве в Белгия.

### Брак с Умберто II Савойски
Сватбата с Принца на Пиемонт е отпразнувана в Рим на 8 януари 1930 г. в Павлинския параклис на двореца „Квиринал“. След церемонията съпрузите са приети от Пий XI – папата, сключил Латеранските договори година по-рано, в контекста на ясно размразяване на отношенията между Италия и Ватикана.

#### В Торино
Двойката прекарва първите си брачни години в Торино, където Умберто командва 92-ри пехотен полк с чин полковник.
Мария-Жозе не се радва на добри отношения с членовете на Савойския дом. Нейното идване от по-отворената белгийска кралска среда и модерното ѝ образование се сблъскват със строгостта на италианската монархия. По-класическото възпитание и обучение на самия Умберто и най-вече добросъвестното спазване на етикета, правилата и бащината власт от страна на принца, са фактори, които възпрепятстват успеха на брака. По време на годините си в Торино принцесата предпочита да избягва контактите с представителите на аристокрацията и с приятелския кръг на съпруга си, като си създава свое пространство и лични познанства. Също така в Рим, в частния апартамент в двореца „Квиринал“, оборудван с роял, тя приема философи, интелектуалци и писатели по напълно независим начин от съпруга си Умберто.

#### В Неапол
Периодът, прекаран от Мария-Жозе и Умберто в Неапол, е различен и в някои отношения по-щастлив. Те се местят там през 1933 г. Принцесата запазва отличен спомен за неаполитанците. Със сигурност животът на двойката е оживен в този период от раждането на три от четирите им деца: Мария Пия на 24 септември 1934 г., бъдещият престолонаследник Виктор Емануил на 12 февруари 1937 г. и Мария Габриела на 24 февруари 1940 г. Четвъртото им дете, принцеса Мария Беатрис, е родено в Рим на 2 февруари 1943 г.
Мария-Жозе лично се грижи за децата, както през есенните престои в Кралския замък в Ракониджи, така и през летните във Вила „Мария Пия“ в Позилипо (днес неаполитански квартал). На образователно ниво обаче тя не получава възможността да ги остави да посещават държавно училище, а трябва да се задоволи с монтесорската гувернантка г-ца Паолини, която е много обичана от децата и която и следва до падането на монархията и последвалото им изгнание.
През същите години обаче тежки семейни смъртни случаи връхлитат принцесата. На 17 февруари 1934 г. нейният любим баща Албер загива при инцидент в планината, точно когато Мария-Жозе очаква първата си дъщеря и не може да присъства на погребението. Само една година по-късно, на 29 август 1935 г., се твърди, че автомобилна катастрофа убива нейната зълва Астрид Шведска, съпруга на Леополд III, близо до Кюснахт в Швейцария.
Престоят в Неапол продължава до избухването на Втората световна война, когато семейството се мести в двореца „Квиринал“ в Рим. Към най-обичаните места в Италия от Мария-Жозе, освен замъкът в Ракониджи и Неапол, трябва да се добавят Капри и Флоренция.

### Връзки с фашисткия режим
Отношенията започват да се променят, когато се оформя съюзът с Германия и подчинението на Италия на Хитлер. През 1935 г. избухва Втората италианско-етиопска война, която печели на Италия санкциите на Обществото на нациите и осъждането на големите европейски и световни сили. През 1936 г. е подписан договорът за приятелство между Италия и Германия, наречен Ос Рим-Берлин. През 1938 г. са обнародвани расовите закони. Когато отново през 1938 г. Хитлер посещава Италия като гост на Квиринал, Мария-Жозе вече изпитва чувства на враждебност към работата на Мусолини и дори съпругът ѝ Умберто изглежда не много съгласен с режима.
Още през 1938 г., макар че новината изтича много години по-късно, според британски дипломатически източници Мария-Жозе е щяла да сключи споразумение с Родолфо Грациани и с началника на полицията Артуро Бокини за опит за държавен преврат от някои отдели на въоръжените сили, с Пиетро Бадолио като главнокомандващ – действие, което да замени Мусолини с „антифашистки милански адвокат“ (вероятно Карло Афел) и да принуди крал Виктор Емануил III да абдикира в полза на сина си Умберто. Умберто на свой ред се съгласява със съпругата си незабавно да абдикира в полза на малкия Виктор Емануил.
Докато много младият хипотетичен суверен навърши 21 години, самата Мария-Жозе е щяла да бъде назначена за регентка на кралството в нарушение на Албертиновия устав, който дава регентството на кралицата-майка само при липса на мъжки роднини. Тази предполагаема конспирация, която също така вижда споразумението между Итало Балбо, англофила Дино Гранди и антигерманския и амбициозен зет на Дучето Галеацо Чано, обаче не надхвърля предварителната среща в Ракониджи и някои срещи в Милано, и Мария-Жозе никога няма да говори директно за това. Твърди се, че Едгардо Соньо също е участвал в заговора.
От този момент нататък Мария-Жозе се опитва да има много ограничени контакти и с другите основни личности на фашисткия режим, а някои от тях дори са публично забранени, като Акиле Стараче, Еторе Мути, Роберто Фариначи и Алесандро Паволини. Умберто също харесва само онези хора, които и съпругата му приема, т.е. лоялни роялисти като Емилио Де Боно, Итало Балбо и Чезаре Мария Де Веки. Но докато Умберто стриктно спазва правилата на режима, Мария-Жозе посещава когото си поиска, без да се тревожи за последствията. Умберто обаче не прави нищо, за да разубеди жена си да не действа по този начин.
През 1932 г. тя отива при Габриеле Д'Анунцио във вилата му Виториале. От това посещение тя запазва забавен спомен.
През лятото на 1935 тя и съпругът ѝ отиват в Триполи, за да видят маршал Итало Балбо. По-късно тя се връща там още пъти, но без Умберто. През 1939 г. Мария-Жозе присъства сама на концерта на Артуро Тосканини в Люцерн – последният, който диригентът изнася в Европа преди да замине в САЩ поради проблемите му с фашисткия режим. По време на честите си престои в чужбина Мария-Жозе също пожелава да се запознае с Томас Ман, Джузепе Антонио Борджезе и Морис Метерлинк – хора, смятани за извън закона от режима, но с които тя поддържа трайни връзки на искрено приятелство.
Мусолини, от своя страна, винаги се отнася към Мария-Жозе с известна студенина, иска да бъде информиран за всяко нейно действие и поверява наблюдението на принцесата на началника на полицията Артуро Бокини до 1939 г., т.е. докато не повярва, че е подчинил Савойците с изопачаването на Албертиновия устав и с намесата на Големия фашистки съвет в наследяването на трона. Освен това той изрично забранява на медиите да наричат Умберто и Мари-Жозе „наследствени принцове“ и ги принуждава да ги наричат само „принцове на Пиемонт“.

### Втора световна война
На 1 септември 1939 г. Германия нахлува в Полша, с което започва Втората световна война, която завършва през 1945 г. Италия официално влиза във войната на 10 юни 1940 г., обявявайки война на Франция и Великобритания. Това е прибързано решение на Мусолини, който е наясно с неподготвеността на италианската армия и не преценява правилно продължителността на конфликта. През октомври същата година Италия също нахлува в Гърция, въпреки факта че ресурсите на страната не са достатъчни, за да поддържа това действие. Италианско-гръцката война се оказва катастрофално поражение и позициите на Мусолини постепенно отслабват. В светлината на тези факти Мария-Жозе, която винаги е твърдяла, че Италия никога не може да спечели войната и че единственият начин да се спестят ненужните страдания на хората е да се премахнат Мусолини и фашизмът, започва, от 1941 г. до държавния преврат от 25 юли 1943 г., тайна акция, целяща да свърже пряко антифашистките среди със Савойците. Независимо от рисковете, които поема, тя се среща с личности като Бенедето Кроче, чиито творби е прочела, преди да пристигне в Италия, Умберто Дзаноти Бианко – либерал, силно противопоставящ се на режима, Уго Ла Малфа, Карло Антони, Фердинандо Арена, който също става неин личен лекар, Иваное Бономи, Елио Виторини, Алчиде Де Гаспери, монсеньор Монтини (бъдещ Павел VI), тогава заместник държавен секретар на папа Пий XII, и много други. Мусолини, въпреки че е наясно с действията на принцесата, не прави нищо, за да попречи на нейната работа.
За всичко, което научава, Мария-Жозе информира свекъра си чрез министъра на кралския дом Пиетро д'Акуароне. В средата на монархията тя е определяна от мнозина като единственият мъж от Савойския дом. След бомбардировките над Рим на 19 юли 1943 г. кралят е убеден да действа. На 25 юли Мария-Жозе научава за резултата от сесията на Големия фашистки съвет и за ареста на Мусолини два часа преди новината да бъде излъчена по радиото. Пиетро Бадолио обявява, че е новият ръководител на правителството, заявявайки: „войната продължава заедно с германския съюзник“.
На 6 август Мария–Жозе е извикана от свекъра ѝ кралят, който не разговаря директно с нея повече от две години, и ѝ е изрично наредено незабавно да прекъсне всички отношения с антифашистката опозиция и всякаква политически дейност. Освен това той я принуждава да се оттегли с четирите си деца в лятната савойска резиденция в Сант Анна ди Валдиери, под надзора на етърва ѝ Йоланда, и да остане там, докато той самият изрично не я отзове в Рим. На 8 септември принцесата е в замъка в Сар, където се мести за десет дни, и като останалите италианци научава новината за примирието на Италия с антихитеристката коалиция от радиото.
В този момент на сериозна опасност за членовете на кралското семейство и по-специално за Виктор Емануил – внук на краля, Мария-Жозе и нейните деца успяват да намерят убежище в Монтрьо, Швейцария. След това те трябва да се преместят в Глион близо до Монтрьо, тъй като швейцарската полиция е научила за плана на Хитлер да отвлече момчето. Накрая се установяват в Оберхофен на Тунското езеро. Тук Мария-Жозе възобновява контакта си с хора, с които преди това е сътрудничила в държавния преврат, по-специално с Луиджи Ейнауди, който също бяга в Швейцария. Тя е изкушена да се присъедини към Съпротивата, но швейцарските власти я наблюдават внимателно. Все пак успява на няколко пъти да носи оръжие за партизаните.
Едва през февруари 1945 г., докато Германия пада, Мария-Жозе решава да се върне в Италия. Това е много трудно пътуване в средата на зимата и със ски на крака тя прекосява границата в Алпите, ескортирана от двама водачи и от няколкото мъже, които са останали близо до нея. В Италия я посрещат партизаните, които я придружават до Ракониджи. Тук тя чака до следващия юни, когато е изпратен самолет да я отведе в Рим, където я чака съпругът ѝ Умберто, с когото не се виждат от около две години. През август те взимат децата и семейството отново се събира.

### „Майска кралица“
Последната година, прекарана в Италия, е в самота. Умберто е далеч, ангажиран с новата си роля на кралски наместник на кралството, и във всеки случай между двамата съпрузи вече има неизлечима разрив. Принцесата отново става национален инспектор на медицинските сестри доброволци на италианския Червен кръст, посещавайки местата, които са най-засегнати от войната. Точно когато се връща от Касино, от едно от тези посещения, я информират, че е станала кралица. На 9 май 1946 г. кралят абдикира в полза на сина си Умберто. Съвременни на нея източници съобщават, че тя не показва никакъв ентусиазъм, но че вече се е примирила с прогнозата, че монархията ще загуби референдума, който трябва да се проведе малко след това, на 2 юни.

### Изгнание
На 5 юни Умберто я информира, че Италия е република и ѝ казва, че същата вечер ще замине за Неапол и на следващия ден за Португалия. Тя моли съпруга си да я остави още един ден, за да може отново да види Неапол, но Умберто не ѝ позволява, както е обещал на Алчиде Де Гаспери. Той се присъединява към нея след седмица в Кашкайш, но те се разделят почти веднага. Бракът, който вече е в криза от дълго време, се пропуква окончателно. С извинението, че трябва да се подложи на операция за очите си, Мария-Жозе се мести в Мерленж, Швейцария, с малкия Виктор Емануил. Трите ѝ дъщери остават при баща им в Португалия и се присъединяват към нея едва няколко години по-късно. Един от последните случаи, в които Умберто и Мария-Жозе са видени заедно, е по случай сватбата на Хуан Карлос I от Испания и София Гръцка в Атина на 14 май 1962 г.
През тези години тя пътува много, посещавайки Китай, Индия, Съветския съюз, Полша, Куба, а също и Съединените американски щати, първо с майка си Елизабет Баварска, а по-късно сама. Тя също така се посвещава на историческите изследвания на Савойския дом, публикувайки различни томове, и на музикалната култура, учредявайки награда за композиция. Получава Ордена на почетния легион от Френската република за писанията си за Савоя. След смъртта на съпруга си през 1983 г. тя получава разрешение да се върне в Италия през 1987 г. като вдовица, но го прави едва на 1 март 1988 г., за да присъства на историческа конференция в град Аоста.
В 41-те години изгнание кралицата живее в дълбока самота: разделена от съпруга си, когото рядко вижда, и в конфликт с повечето си деца, които я обвиняват, че има труден характер и че е авторитарна. В интервю от онези години тя казва: „Трябваше да избягам в брачната нощ“. Докато в друго интервю, дадено на любимата ѝ дъщеря Мария Габриела, тя заявява, че е гласувала с празна бюлетина на референдума за монархия или република (защото не е смятала, че е „елегантно“ да гласува за съпруга си и за себе си) и за социалиста Джузепе Сарагат в Учредителното събрание.

През последните години тя се сближава с най-малкото си дете Мария Беатрис. През 1992 г. Мария-Жозе продава къщата си в Швейцария и започва да живее с нея в Куернавака, Мексико. Тя остава там до 1996 г., когато се връща при другата си дъщеря Мария Габриела.

### Смърт
Умира на 27 януари 2001 г. в Женева на 94-годишна възраст и по нейно изрично желание е погребана в Абатство Откомб в От Савоа заедно със съпруга си. На погребението присъстват кралят на Испания Хуан Карлос I, кралските особи на Белгия и Люксембург, Албер II от Монако, Симеон Сакскобургготски, Константинос II от Гърция, Фарах Пехлеви, Михаил от Югославия. По нейно нареждане е изпълнен S'hymnu sardu nationale – химнът на Кралство Сардиния. Освен това са изпети няколко песни на алпийските войски от миланския хор A.N.A. По време на церемонията апостолическият нунций в Швейцария прочита посланието на папа Йоан Павел II, адресирано до „Негово кралско височество“ Виктор Емануил, в което той изказва съболезнованията си.

## Брак и потомство
∞ 8 януари 1930 в Рим за Умберто II Савойски (* 15 септември 1904, Кралски замък Ракониджи, Кралство Италия; † 18 март 1983, Женева, Швейцария), принц на Пиемонт (1904 – 1946), генерален наместник на Кралство Италия (5 юни 1944 – 9 май 1946) и последен крал на Италия (9 май – 18 юни 1946 г.), брат на царицата на българите Йоанна, от когото има един син и три дъщери:
- Мария Пия Савойска (* 24 септември 1934, Неапол), принцеса на Савоя, чрез бракове принцеса на Югославия и принцеса Бурбон-Пармска; ∞ 1. 12 февруари 1955 в Кашкайш за принц Александър Караджорджевич (* 13 август 1924, Ричмънд; † 12 май 2016, Париж), принц на Югославия, развод 1967, от когото има трима сина и една дъщеря 2. 15 май 2003 в Маналапан, Флорида за принц Мишел Бурбон-Пармски (* 4 март 1926, Париж; † 7 юли 2018, Ньой сюр Сен), от когото няма деца
- Виктор Емануил Савойски (* 12 февруари 1937, Неапол), принц на Неапол, херцог на Савоя (оспорвано), ∞ 11 януари 1970, Лас Вегас, САЩ (граждански), 7 октомври 1971, Техеран (религиозно) за Марина Риколфи-Дория (* 12 февруари 1935, Женева), маркиза на Сант Анна ди Валдиери (1969), херцогиня на Савоя (30 януари 1984, оспорвано), от която има един син
- Мария Габриела Савойска (* 24 февруари 1940, Неапол), принцеса на Савоя; ∞ 12 февруари 1969 (граждански) в Сент Мес, 21 юни 1969 (религиозно) в Ез за Робер Зелингер дьо Балкани (* 4 август 1931, Иклод; † 19 септември 2015, Женева), френски предприемач от унгарски произход, от когото има една дъщеря
- Мария Беатрис Савойска (* 2 февруари 1943, Рим), принцеса на Савоя; ∞ 1 април 1970 (граждански) в Мексико, януари 1971 (религиозно) в Кордоба за Луис Рейна-Корвалан и Дилон (* 18 април 1939, Кордоба, Аржентина; † 17 февруари 1999 убит, Куернавака, Мексико), развод 1998, аржентински дипломат, преподавател по право, от когото има двама сина и една дъщеря.

- Мария-Жозе със съпруга си Умберто
- Мария Пия,
 дъщеря
- Виктор Емануил,
 син
- Мария Габриела, 
дъщеря
- Мария Беатрис,
 дъщеря

## Мария-Жозе в културата
- Година след смъртта ѝ RAI излъчва телевизионен минисериал в два епизода, озаглавен „Мария-Жозе: последната кралица“ (Maria José - L'ultima regina). В ролята на кралицата е словашката актриса Барбора Бобулова. Ариго Петако, автор на биография на Мария-Жозе и исторически консултант на продукцията, казва, че е доволен от резултата.
- Холандската певица Петра Бергер посвещава първата песен от албума си "Eternal Women", озаглавена "Promised Land", на кралица Мария-Жозе, изпълнявайки ролята на кралицата във видеоклипа към песента. Клипът е заснет изцяло в Ирландия.[11]
- Кралицата също е положително запомнена от писатели и възпята от поети, напр. Салватор Гота в „Almanacco di Gotta“ и Франческо Пастонки: „Ти си достойна да се прицелиш / в гърдите на подредените герои, / които черпиха от мрачните дни / тази блестяща Италия“.

## Памет
През 2013 г. улица в Рим е кръстена на нейно име по време на церемония, на която присъства кметът на града Алемано.

## Публикации
- Emanuele Filiberto di Savoia, Rusconi, Milano, 1994
- Amedeo VI - Amedeo VII (с предговор от Бенедето Кроче), Mondadori, Milano, 2001
- Amedeo VIII (с предговор от Даниел Ропс) Mondadori, 2 тома, Milano, 2001

## Обяснителни бележки
1. ↑  Херцозите на Бавария произлизат от кадетския клон на сем. Вителсбах.
2. ↑  В интервю Мария-Жосе на въпроса: „Как чувствате това родство със Сиси?" (Дядо ѝ по майчина линия е брат на Елизабет Баварска (Сиси)), тя отговаря, че изобщо не я чувства и че не я интересува, въпреки че майка ѝ Елизабет е любимата племенница на известната императрица със същото име. Мария-Жосе обаче никога не е срещала тази знаменита нейна роднина, която умира преди нейното раждане.
3. ↑  Докато е в Италия по време на Първата световна война Мария-Жозе посещава с майка си лелята на майка си – над 80-годишната Мария София Баварска, паднала кралица на Кралството на двете Сицилии, вдовица на последния крал Франц II де Бурбон. Тя, след като научава, че девойката ще трябва да се омъжи за савоец, заявява: „Знайте, че категорично не одобрявам. Не мога да толерирам една от моите праплеменнички да се омъжи за потомък на узурпатора Виктор Емануил II. Знай, че ако го направиш, ще съжаляваш горчиво и няма да познаеш щастието." Мария-Жозе е доста разтревожена от този разговор.

## Библиографски бележки
1. ↑  Maria Josè, regina per un mese //   2001-01-27.
2. ↑  Maria José di Savoia, Giovinezza di una regina, Milano, "Le Scie" Mondadori, 1991. ISBN 88-04-35108-X
3. 1 2 3 4 5 6 7 8 9 10 11 12 13 14 15  Silvio Bertoldi. L'ultimo re l'ultima regina. Milano, Rizzoli, 1992. ISBN 88-17-84197-8
4. ↑  Maria José di Savoia. Giovinezza di una regina. Milano, "Le Scie" Mondadori, 1991. ISBN 88-04-35108-X
5. ↑  "Fermate Mussolini sull'orlo dell'abisso". Quel tentato golpe per evitare la guerra
6. ↑  I poteri forti contro Mussolini ecco le prove del golpe mancato
7. ↑  Francesco Perfetti, 1938, la congiura di Maria José //    Архивиран от оригинала на 2014-7-4.
8. ↑  Maria José, un pugnale contro il Duce, la Repubblica, 1995
9. ↑  E Maria José di Savoia votò il socialista Saragat - Corriere della Sera, 13 maggio 2005
10. ↑  L'addio a Maria Jose : "Grazie agli italiani" //   Посетен на 2023'8'12.
11. ↑  Berger, Petra (12 June 2011). "Terra Promessa". YouTube (in Italian)

|  | Тази страница частично или изцяло представлява превод на страницата Maria José del Belgio в Уикипедия на италиански. Оригиналният текст, както и този превод, са защитени от Лиценза „Криейтив Комънс – Признание – Споделяне на споделеното“, а за съдържание, създадено преди юни 2009 година – от Лиценза за свободна документация на ГНУ. Прегледайте историята на редакциите на оригиналната страница, както и на преводната страница, за да видите списъка на съавторите. ВАЖНО: Този шаблон се отнася единствено до авторските права върху съдържанието на статията. Добавянето му не отменя изискването да се посочват конкретни източници на твърденията, които да бъдат благонадеждни. |